# Чистопільська сільська рада (Ленінський район)
Чистопільська сільська́ ра́да — адміністративно-територіальна одиниця та орган місцевого самоврядування в Ленінському районі Автономної Республіки Крим. Адміністративний центр — село Чистопілля.

## Загальні відомості
- Населення ради: 2 800 осіб (станом на 2001 рік)

## Населені пункти
Сільській раді підпорядковані населені пункти:
- с. Чистопілля
- с. Затишне
- с. Лібкнехтівка
- с. Тасунове

## Склад ради
Рада складається з 18 депутатів та голови.
- Голова ради: Кириленко Людмила Михайлівна

### Керівний склад попередніх скликань
| Прізвище, ім'я, по батькові  | Основні відомості                                                         | Дата обрання | Дата звільнення |
| ---------------------------- | ------------------------------------------------------------------------- | ------------ | --------------- |
| Кириленко Людмила Михайлівна | Сільський голова, 1950 року народження, освіта вища, член Партії регіонів | 26.03.2006   | 31.10.2010      |
| Кириленко Людмила Михайлівна | Сільський голова, 1950 року народження, освіта вища, член Партії регіонів | 31.10.2010   |                 |

Примітка: таблиця складена за даними сайту Верховної Ради України

### Депутати
За результатами місцевих виборів 2010 року депутатами ради стали:

#### За суб'єктами висування
| Суб'єкт висування | Кількість обраних депутатів | %    |
| ----------------- | --------------------------- | ---- |
| Партія регіонів   | 16                          | 88,9 |
| Самовисування     | 2                           | 11,1 |

#### За округами
| № округу        | Прізвище, ім'я, по батькові     | Дата визнання обраним | Освіта  | Партійна приналежність | Відомості про обраного депутата                          |
| --------------- | ------------------------------- | --------------------- | ------- | ---------------------- | -------------------------------------------------------- |
| Партія регіонів |                                 |                       |         |                        |                                                          |
| 1               | Кузнецова Катерина Петрівна     | 02.11.2010            | середня | член Партії регіонів   | будинок культури с. Чистопілля, директор                 |
| 2               | Аблякімова Пайзє Джемаледінівна | 02.11.2010            | вища    | член Партії регіонів   | Чистопільська загальноосвітня школа, педагог-організатор |
| 3               | Каштулова Людмила Василівна     | 02.11.2010            | середня | член Партії регіонів   | Чистопільська сільська рада, секретар                    |
| 4               | Чалбаш Тамара Максимівна        | 02.11.2010            | середня | член Партії регіонів   | Чистопільська загальноосвітня школа, медсестра           |
| 5               | Некрутова Євгенія Петрівна      | 02.11.2010            | середня | член Партії регіонів   | пенсіонер                                                |
| 7               | Кирда Тетяна Анатоліївна        | 02.11.2010            | вища    | член Партії регіонів   | Чистопільська бібліотека, бібліотекар                    |
| 9               | Омел'янєнко Сергій Миколайович  | 02.11.2010            | середня | позапартійний          | тимчасово не працює                                      |
| 10              | Костяна Наталія Юліанівна       | 02.11.2010            | середня | член Партії регіонів   | Чистопільська сільська рада, спеціаліст                  |
| 11              | Смеян Петро Миколайович         | 02.11.2010            | середня | член Партії регіонів   | КП «Ленводоканал», слюсар                                |
| 12              | Стецюк Світлана Юріївна         | 02.11.2010            | середня | член Партії регіонів   | КП «Ленводоканал», контролер                             |
| 13              | Старонь Тетяна Володимирівна    | 02.11.2010            | середня | член Партії регіонів   | тимчасово не працює                                      |
| 14              | Харьковська Тетяна Юріївна      | 02.11.2010            | середня | член Партії регіонів   | тимчасово не працює                                      |
| 15              | Бончук Світлана Федорівна       | 02.11.2010            | середня | член Партії регіонів   | комбінат хлібопродуктів, майстер                         |
| 16              | Мікушина Людмила Василівна      | 02.11.2010            | середня | член Партії регіонів   | Чистопільський дитячий садок, завідувачка                |
| 17              | Нестеренко Надія Олександрівна  | 02.11.2010            | середня | член Партії регіонів   | тимчасово не працює                                      |
| 18              | Ебсутов Муслядін Казімович      | 02.11.2010            | середня | член Партії регіонів   | приватний підприємець                                    |
| Самовисування   |                                 |                       |         |                        |                                                          |
| 6               | Шегера Валентин Іванович        | 02.11.2010            | середня | позапартійний          | аеропорт м. Керч, стрілець САБУ                          |
| 8               | Новікова Світлана Максимівна    | 02.11.2010            | вища    | член Партії регіонів   | Чистопільська сільська рада, головний бухгалтер          |